# 阿瓜欽 (明尼蘇達州)
阿瓜欽（英語：Ah-gwah-ching）是位於美國明尼蘇達州卡斯縣欣戈比鎮區的一個非建制地區。

## 地理
阿瓜欽所處的海拔為高於海平面407米（即1335英呎），而該地所採用的時區為UTC-6，即北美中部時區（CST）。同時該地設有夏令時間，為UTC-6調快一小時，即UTC-5（CDT）。